# Undervelier

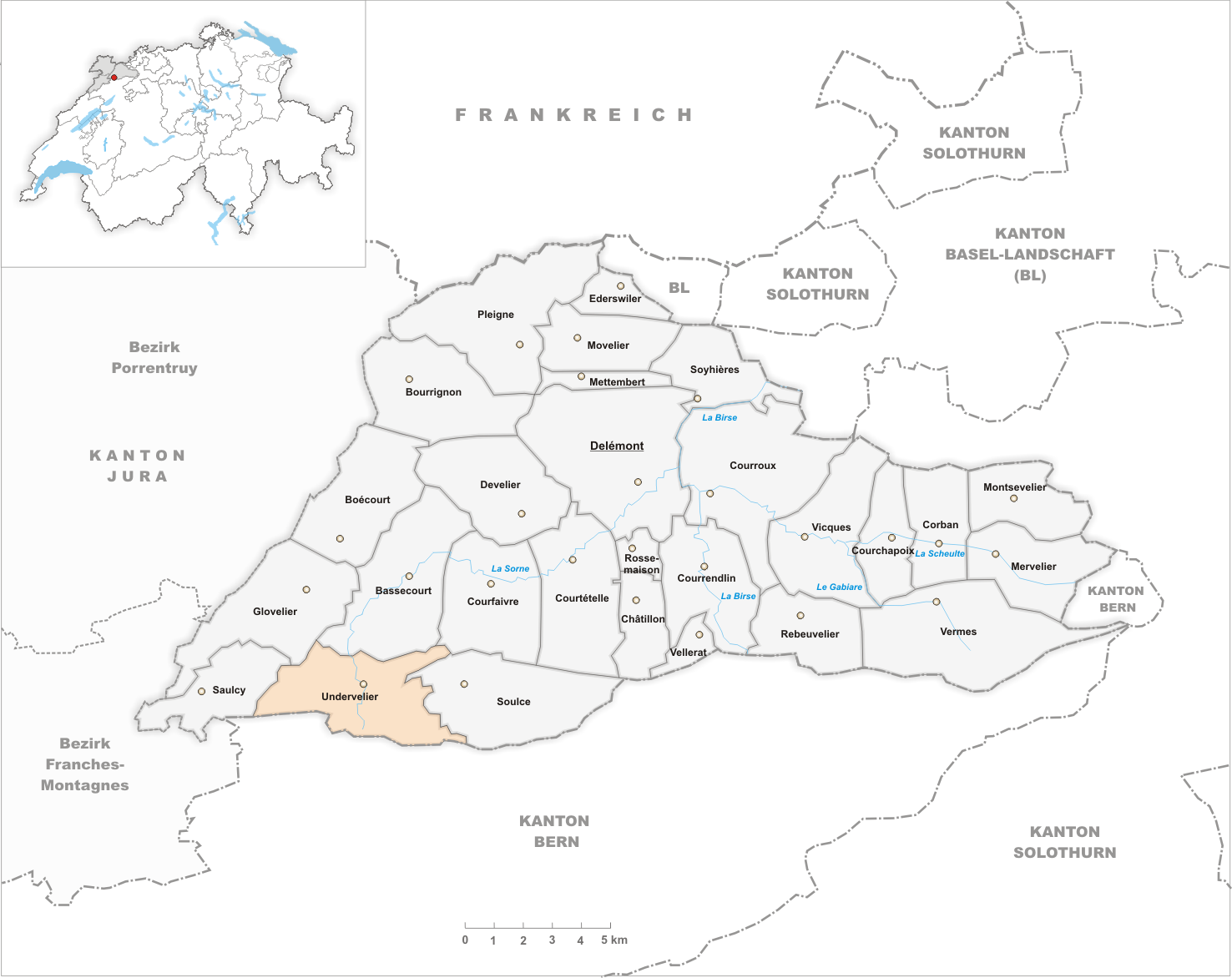
Gemeindestand vor der Fusion am 1. Januar 2013

Undervelier war eine politische Gemeinde im Distrikt Delémont des Kantons Jura in der Schweiz. Der frühere deutsche Name Unterschwiler wird heute nicht mehr verwendet. Am 1. Januar 2013 fusionierte sie mit den Gemeinden Bassecourt, Courfaivre, Glovelier und Soulce zur neuen Gemeinde Haute-Sorne.

## Geographie
Undervelier liegt auf 536 m ü. M., zwölf Kilometer südwestlich des Kantonshauptorts Delémont (Luftlinie). Das ehemalige Strassenzeilendorf erstreckt sich beidseits der Sorne in einer Talweitung zwischen zwei Klusen durch die Ketten des Juras.
Die Fläche des 14,00 km² grossen Gemeindegebiets umfasst den westlichen Teil einer Synklinalen im Faltenjura. Diese wird im Norden von der Jurakette (Antiklinalen) des Jolimont (1025 m ü. M.) und der Côte du Droit (1029 m ü. M.), im Süden von derjenigen des Rochet (mit 1050 m ü. M. die höchste Erhebung der Gemeinde) und der Höhe von Rebévelier flankiert. Quer durch diese Ketten hat die Sorne, ein linker Nebenfluss der Birs, mit ihrer Erosionskraft zwei imposante Schluchten herausgearbeitet. Südlich von Undervelier befinden sich die Gorges du Pichoux, nördlich des Dorfes die untere Schlucht der Sorne. Von der Gemeindefläche entfielen 1997 2 % auf Siedlungen, 73 % auf Wald und Gehölze, 24 % auf Landwirtschaft, und etwa 1 % war unproduktives Land.
Zu Undervelier gehören mehrere Einzelhöfe. Nachbargemeinden von Undervelier sind Saulcy, Glovelier, Bassecourt, Courfaivre und Soulce im Kanton Jura sowie Petit-Val und Rebévelier im Kanton Bern.

## Bevölkerung
Mit 291 Einwohnern (Stand 31. Dezember 2012) gehörte Undervelier zu den kleineren Gemeinden des Kantons Jura. Von den Bewohnern sind 80,4 % französischsprachig, 15,3 % deutschsprachig und 2,2 % italienischsprachig (Stand 2000). Um 1870, zur Zeit während der Eisenverhüttung im Dorf, hatte Undervelier rund 700 Einwohner. 1900 wurden nur noch 497 Einwohner gezählt. Durch starke Abwanderung nahm die Einwohnerzahl bis 1980 auf 315 Personen ab. Seither bleibt die Bevölkerungszahl stabil.

## Wirtschaft
1599 wurde nördlich des Dorfes vom Basler Fürstbischof J.C. Blarer von Wartensee eine Eisenhütte gegründet. Nach 1880 wurde der Eisenabbau eingestellt, die ehemaligen Eisenhütten und Wohnhäuser aus dem 17. und 18. Jahrhundert sind immer noch erhalten. Heute gibt es ausserhalb des landwirtschaftlichen Sektors im Dorf nur wenige Arbeitsplätze. Viele Erwerbstätige (mehr als 50 %) sind deshalb Wegpendler und arbeiten vor allem in der Region Delémont.

## Verkehr
Die Gemeinde liegt an der Regionalstrasse von Bassecourt via Bellelay nach Tavannes. Undervelier ist durch die Buslinie, die von Bassecourt nach Soulce verkehrt, an den öffentlichen Verkehr angebunden.

## Geschichte

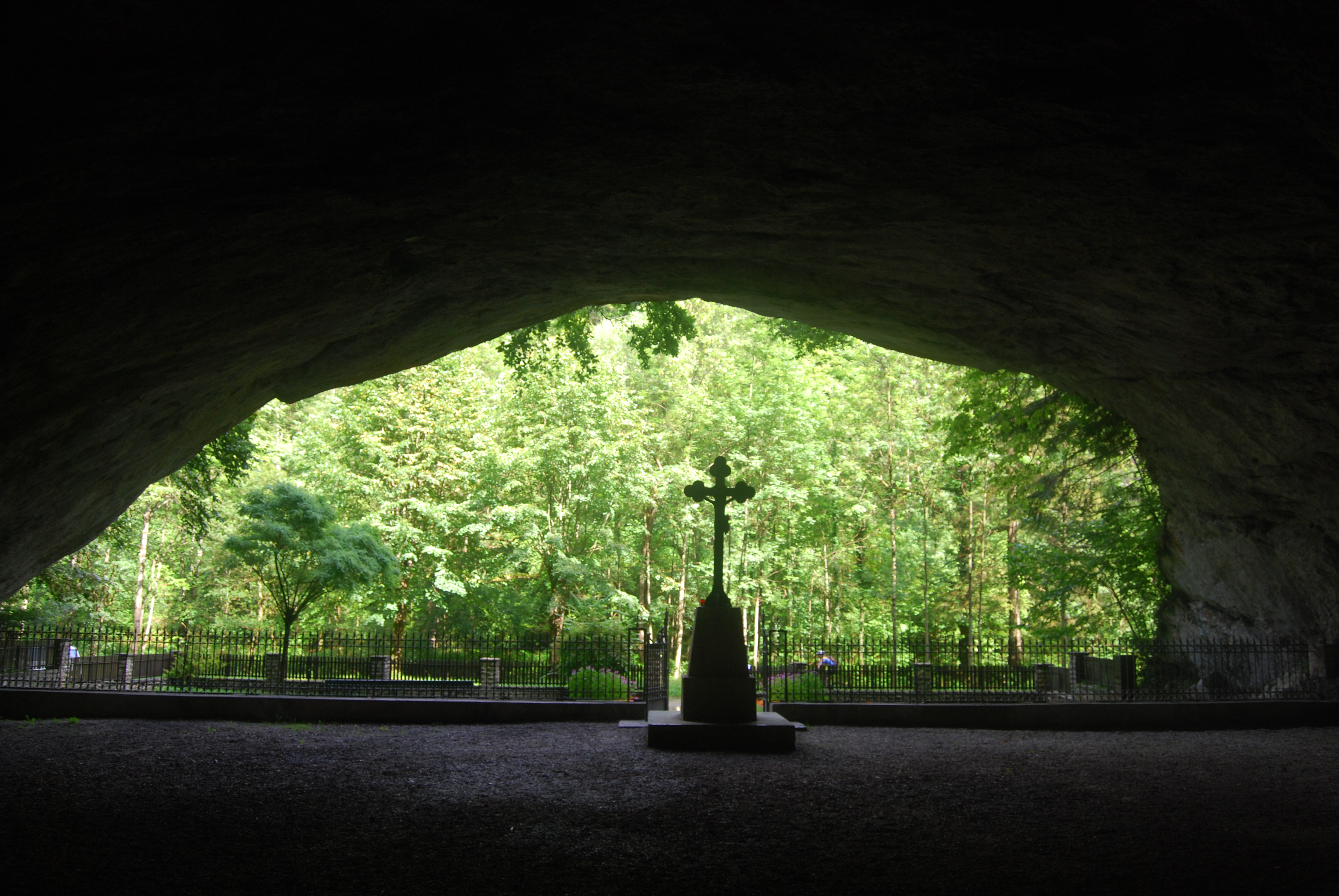
Grotte der Heiligen Columba

Spuren menschlicher Besiedlung auf dem Gemeindegebiet von Undervelier gibt es schon in der Frühgeschichte. Die Grotte Sainte-Colombe in der Schlucht nördlich des Dorfes wurde sowohl im Neolithikum als auch am Ende der Bronzezeit genutzt. Der Eingang der 30 m tiefen Höhle befindet sich am linken Ufer der Sorne. In der Höhle fliesst ein kleines Rinnsal von einem Stalagmiten in ein flaches Becken.
Archäologische Ausgrabungen von Sentier Auguste Quiquerez im 19. Jahrhundert und von Frédéric-Edouard Koby 1942 enthüllten trotz der erheblich gestörten Kulturschichten prähistorische Spuren. Auf die Steinzeit verweisen Gebeine und bearbeiteter Feuerstein. Bekannt ist die Fundsteile insbesondere für ihre Keramik aus der mittleren (um 1500 v. Chr.) und späten Bronzezeit (um 1000 v. Chr.). Gallorömische und mittelalterliche Keramik sowie Eisenfunde vervollständigen das Bild der Geschichte der Höhle. Unter den gefundenen Tierknochen sind jene von Biber, Elch und Steinbock vertreten.
Die Höhle wurde im 18. Jahrhundert zum Pilgerort, weil die heilige Columba gemäss der Überlieferung einige Zeit hier lebte. Unter dem regelmässigen Eingangsbogen steht ein Kruzifix. Die Grotte ist der Heiligen Columba geweiht. Spätestens seit dem 13. Jahrhundert ist die Höhle Ziel einer Wallfahrt, da dem Wasser der Grotte wundersame Heilkraft nachgesagt wird.
Erste Erwähnung findet das Dorf 1179 als Undrewiller. Spätere Bezeichnungen sind Underswiler, Undrivilier (1181), Undervilliers und Underswyl. Der Name ist vermutlich auf das Gehöft eines Germanen namens Undhari oder Hunrici zurückzuführen. Als eines der 13 freien Dörfer der Herrschaft Delsberg kam Undervelier 1271 zum Fürstbistum Basel. Von 1793 bis 1815 gehörte es zu Frankreich und war anfangs Teil des Département du Mont-Terrible, ab 1800 mit dem Département Haut-Rhin verbunden. Durch den Entscheid des Wiener Kongresses kam der Ort 1815 an den Kanton Bern und am 1. Januar 1979 an den neu gegründeten Kanton Jura.

## Sehenswürdigkeiten
Im Dorfkern sind einige neoklassizistische Bauten aus dem 19. Jahrhundert erhalten. Undervelier bildete schon seit dem 13. Jahrhundert eine Kirchgemeinde, zu der auch Soulce und Rebévelier gehörten.
Nördlich des Dorfes liegt in der Schlucht am westlichen Ufer der Sorne die Grotte der Heiligen Columba, welche zahlreiche Pilger vor allem aus Spanien und Portugal anlockt.

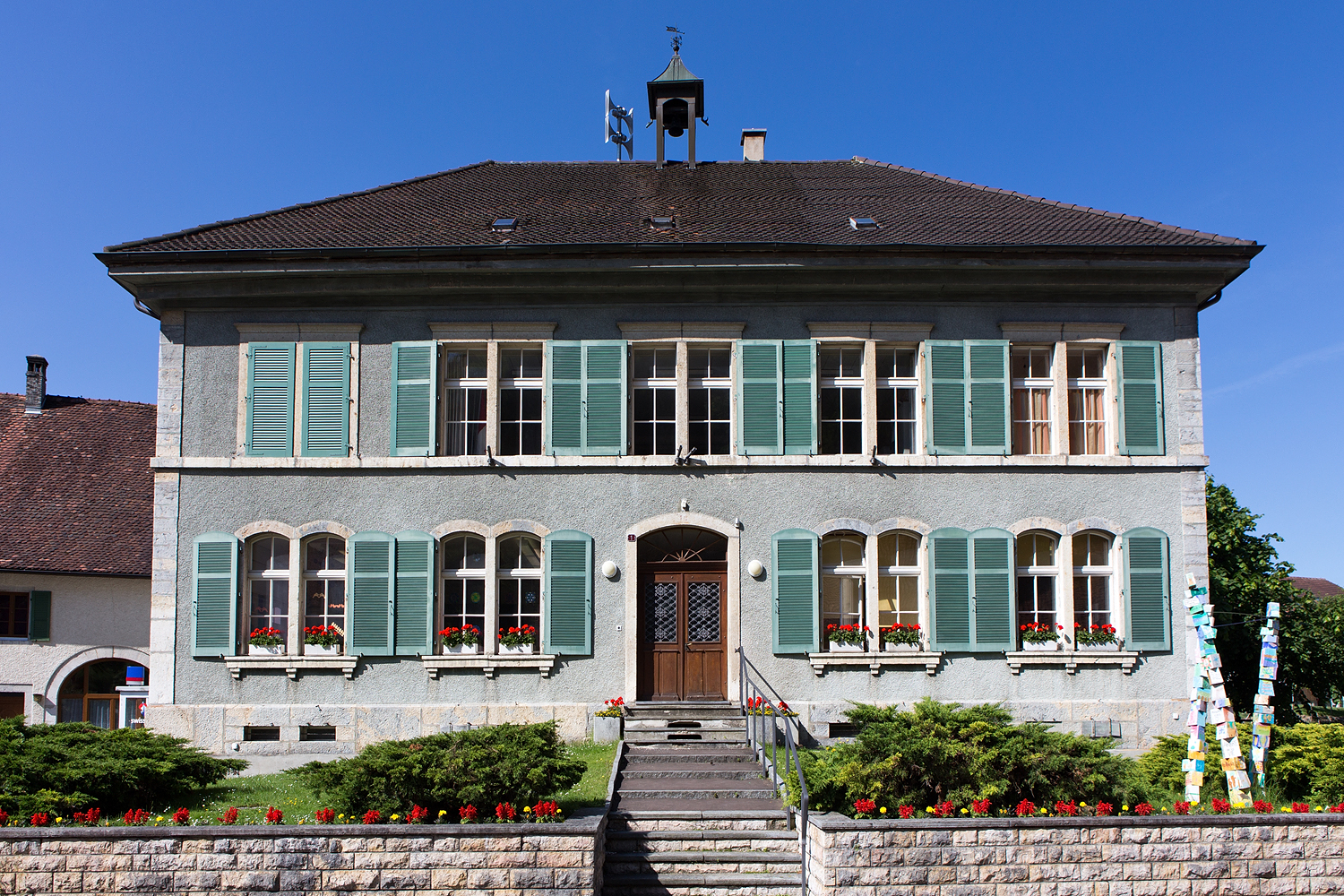
Primarschulhaus
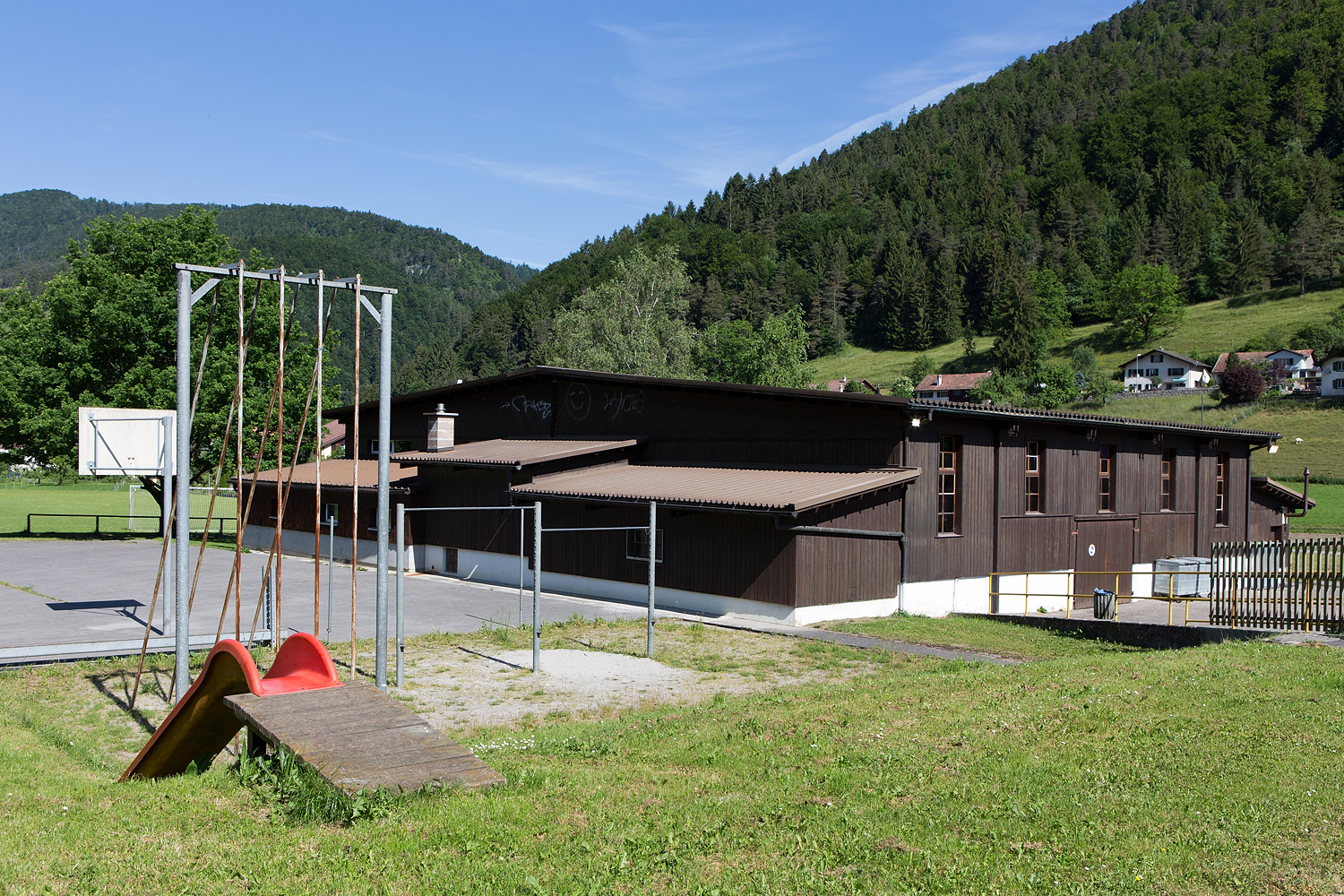
Festhalle
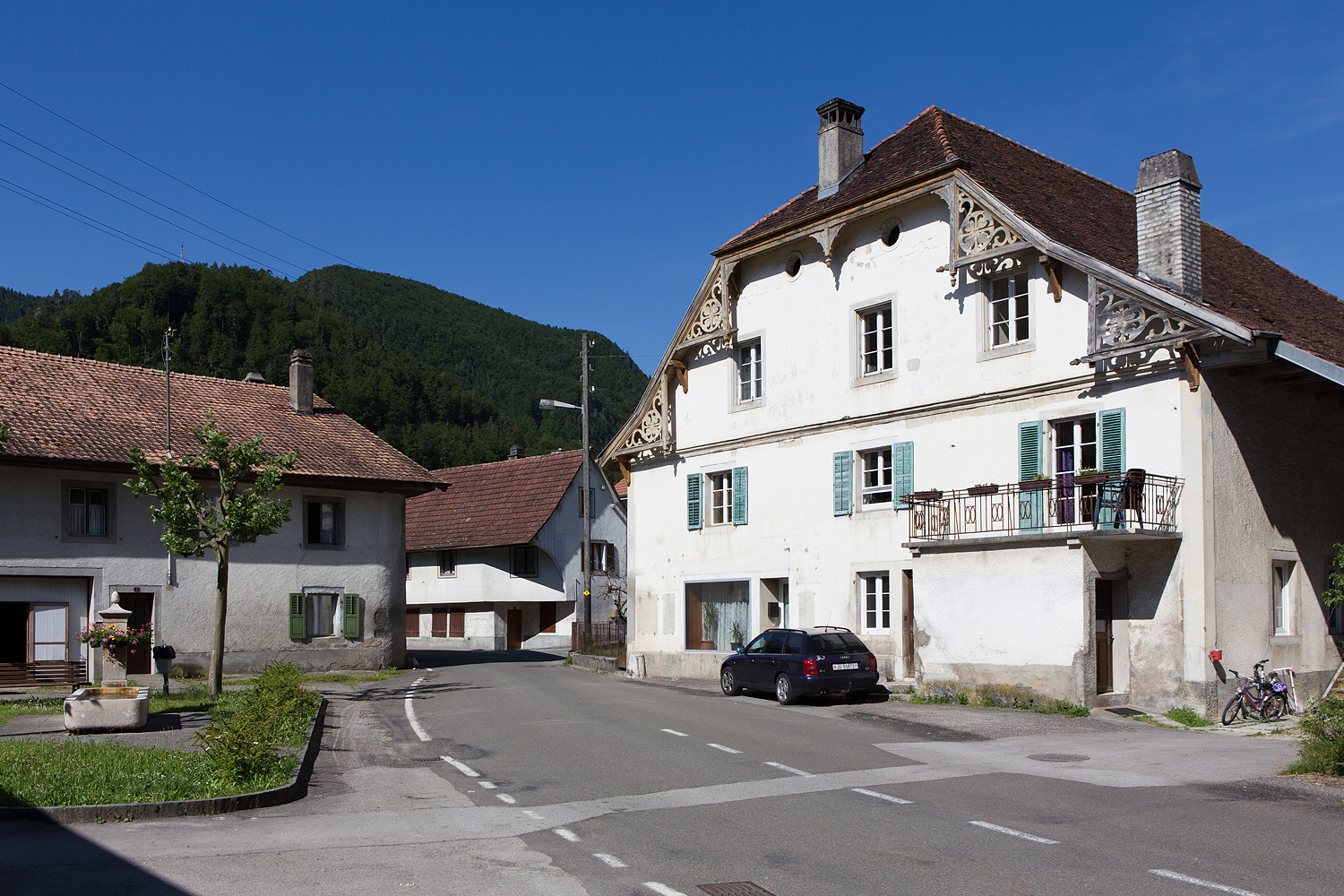
Route de Pichoux
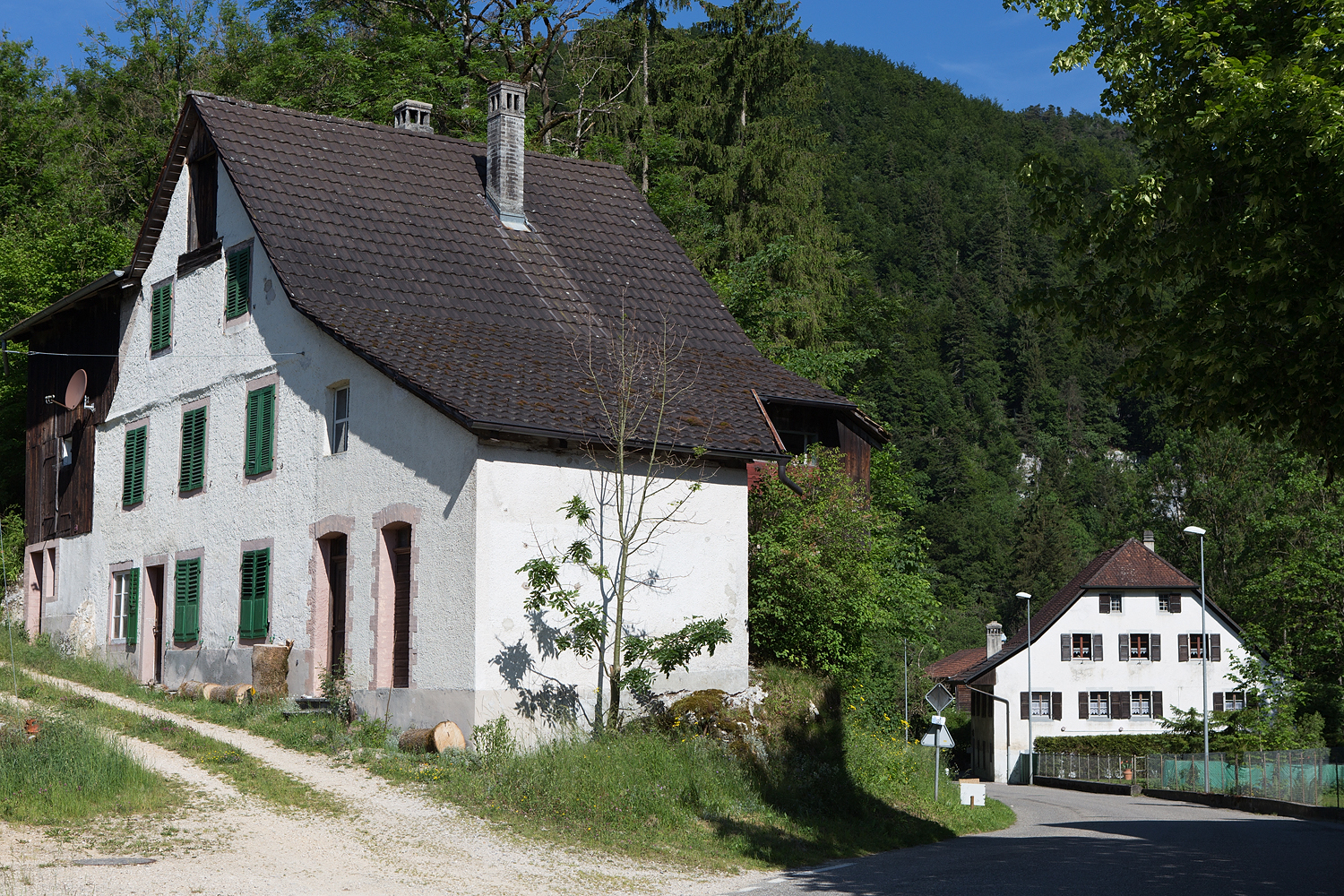
Route Cantonale
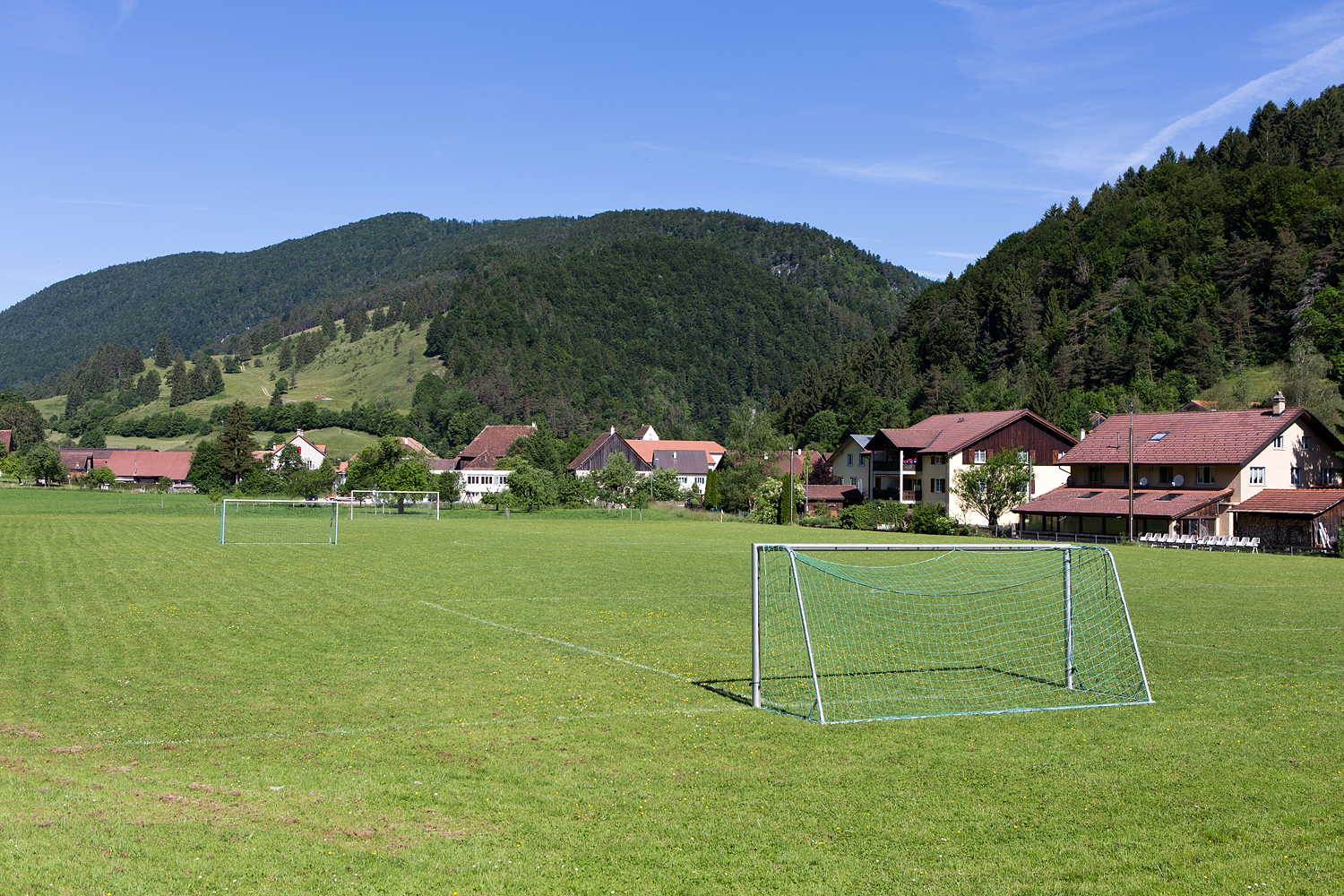
Fussballplatz
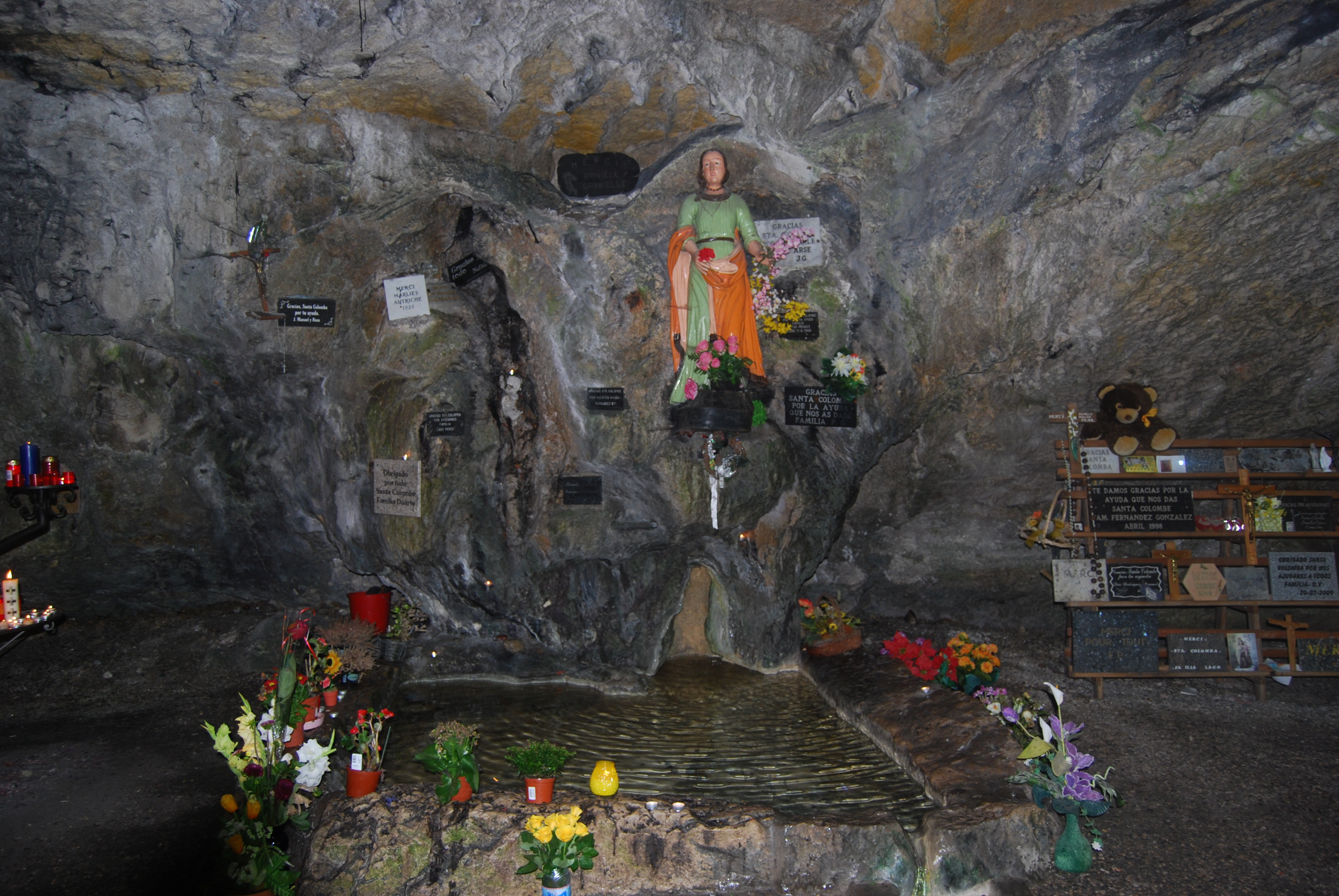
Quelle in der Grotte der Heiligen Columba
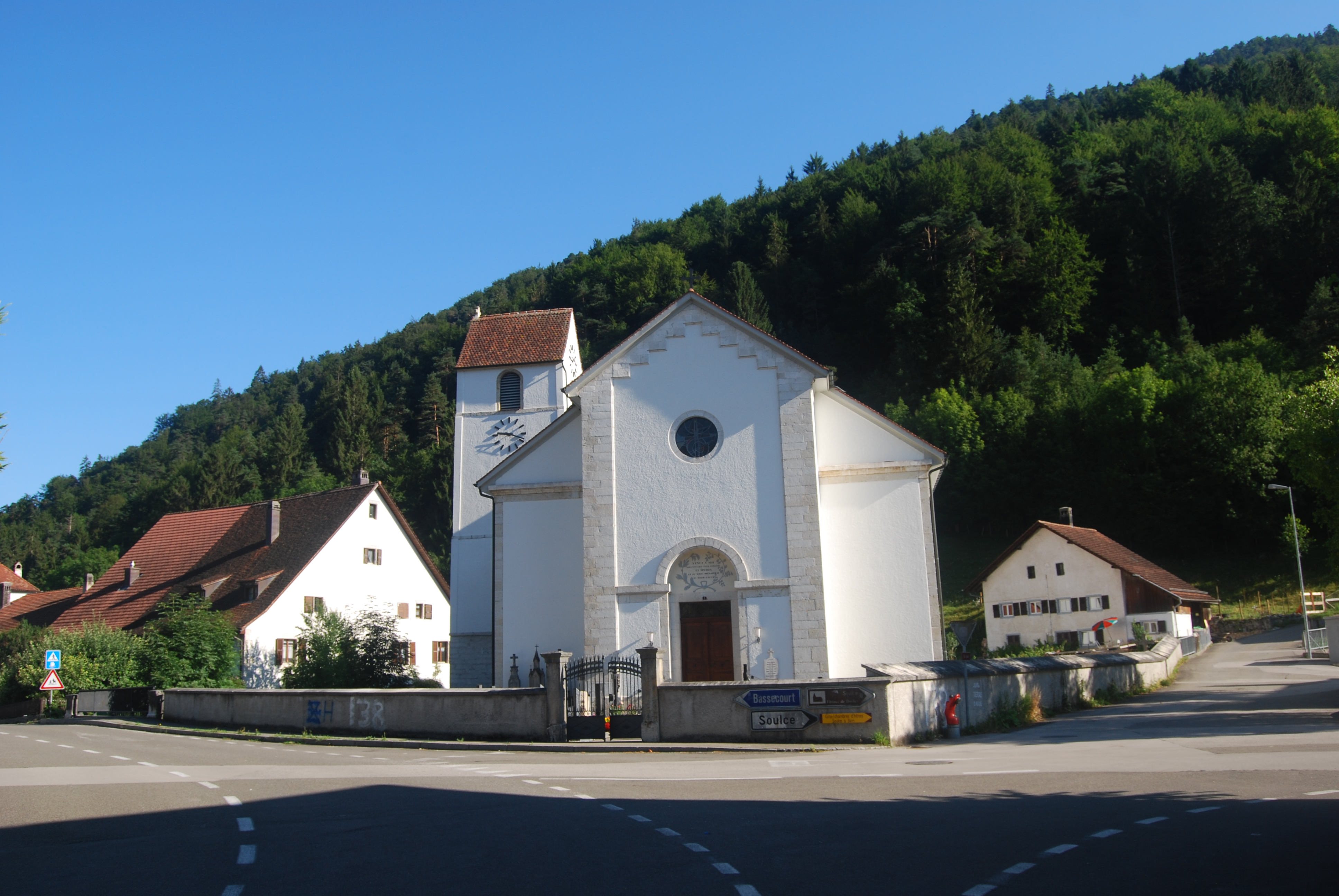
Kirche von Undervelier
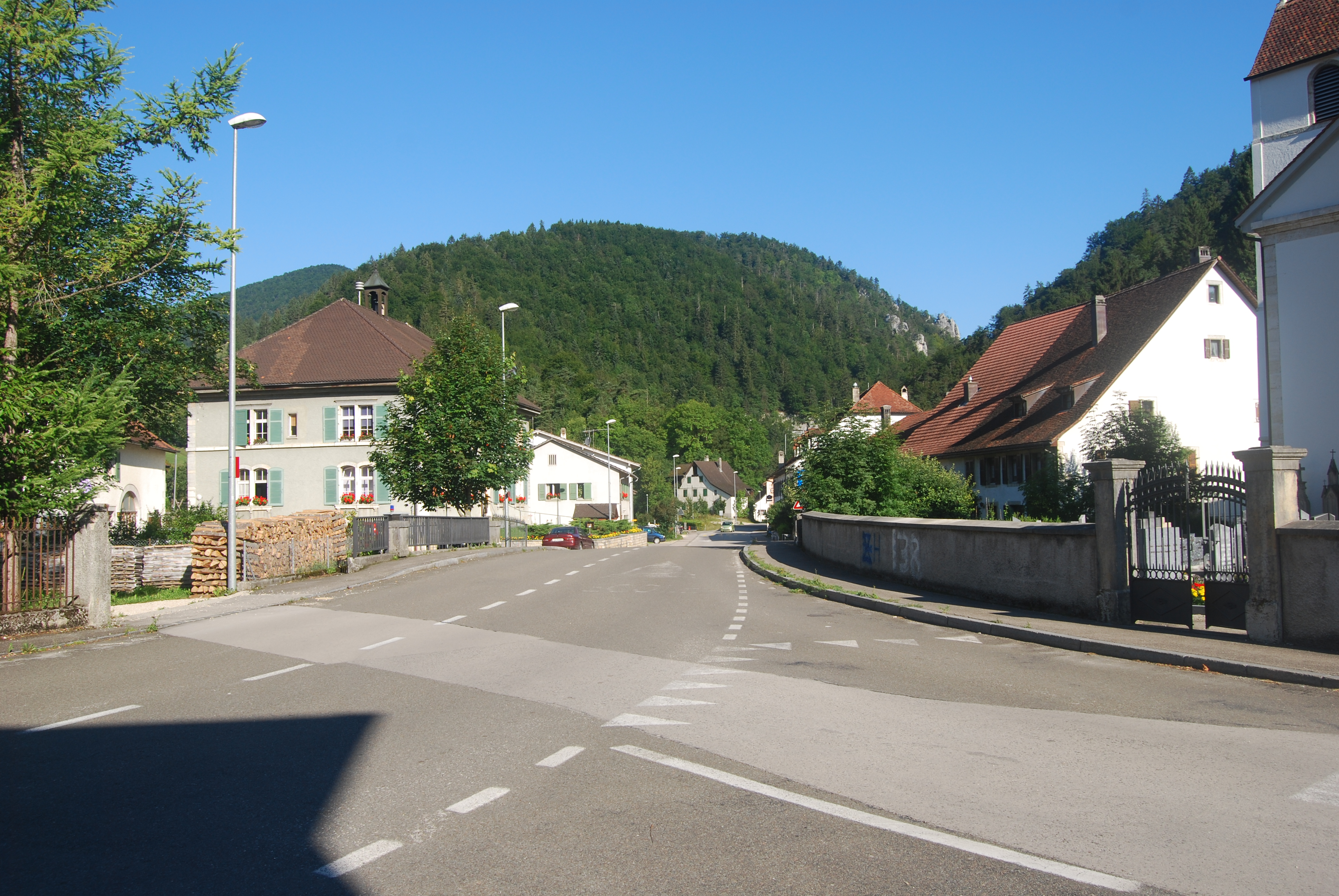
Dorfzentrum